# غلاف زحل المغناطيسي

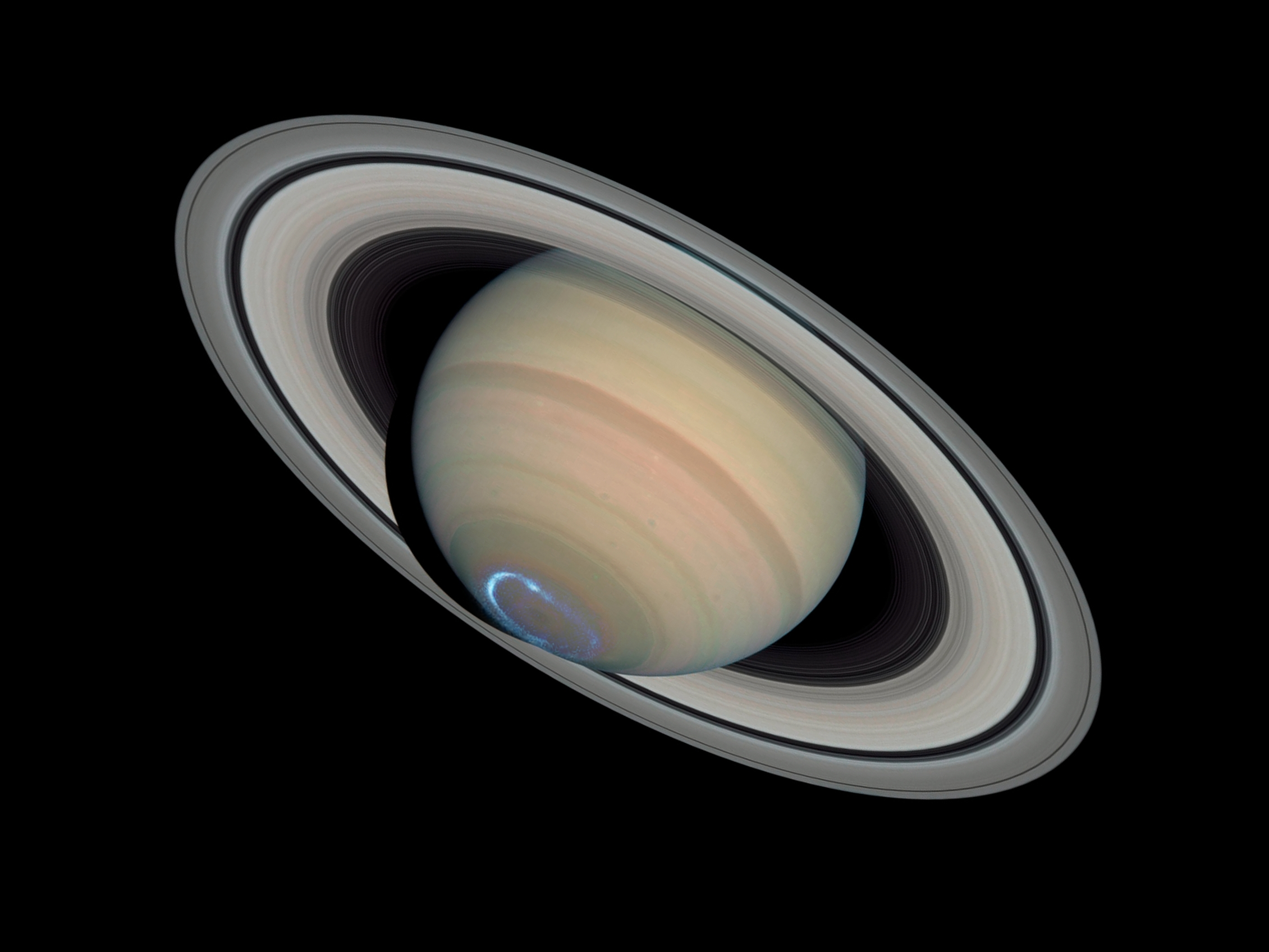
الشفق القطبي على قطب زحل الجنوبي كما صوره تلسكوپ هابل.

غلاف زحل المغناطيسي هو تجويف نشأ من خلال تدفق الريح الشمسية من قِبل الحقل المغناطيسي المُتَولد داخيًا في الكوكب. اكتُشف في عام 1979 من قِبل المسبار الفضائي پيونير 11، غلاف زحل الجوي هو ثاني أكبر الأغلفة الجوية في النظام الشمسي بعد غلاف المشتري. ويقع الفاصل المغناطيسي وهو الحدود بين غلاف زحل المغناطيسي والريح الشمسية على مسافة حوالي 20 ضعف أنصاف أقطار زحل عن مركز الكوكب، بينما ذيله المغناطيسي يمتد وراءه إلى مئات أضعاف أنصاف أقطار زحل.
غلاف زحل المغناطيسي ممتلئ بالپلازما التي تنشأ من كل من الكوكب وأقماره. المصدر الرئيسي هو القمر الصغير إنسيلادوس، الذي يخرج ما يصل إلى 1,000 كجم/ث من بخار الماء من السخانات على قطبه الجنوبي، والذي يتأين جزء منه ويُجبَر على المشاركة في الدوران مع حقل زحل المغناطيسي. وهذا يُحمِّل الحقل ما يصل إلى 100 كجم من مجموعة أيونات المياه في الثانية الواحدة. هذه الپلازما تتحرك تدريجيًا خروجًا من غلاف زحل المغناطيسي الداخلي من خلال آلية عدم استقرار التبادل [الإنجليزية] ثم تهرب من خلال الذيل المغناطيسي.
يؤدي التفاعل بين غلاف زحل المغناطيسي والريح الشمسية إلى توليد شفق قطبي ساطع حول قطبي الكوكب تم رصده من خلال الضوء المرئي والأشعة تحت الحمراء والأشعة فوق البنفسجية. يرتبط الشفق القطبي بالإشعاع الكيلومتري الزحلي (Saturnian kilometric radiation-SKR)، الذي يمتد فاصله الترددي بين 100 كهز و1300 كهز وكان يُعتقد في وقت سابق بتعادله مع فترة تساوي دوران الكوكب. ومع ذلك، أظهرت القياسات اللاحقة دورية تعادل (SKR) تختلف بنسبة تصل إلى 1%، وهكذا من المرجح أنها لا تتطابق تمامًا مع فترة دوران زحل الحقيقية، والتي لا تزال غير معروفة في 2010. وبداخل غلاف زحل المغناطيسي توجد هناك أحزمة إشعاع والتي تحوي جسيمات مع طاقة تصل إلى عشرات ميجا إلكترون فولت. الجسيمات عالية الطاقة لها تأثير كبير على أسطح أقمار زحل الجليدية الداخلية.
في 1980-1981 تمت دراسة غلاف زحل المغناطيسي من خلال المسبار ڤوياجر. واعتبارًا من 2017 هو موضوع تحقيق جاري من خلال مهمة كاسيني التي وصلت إلى الكوكب في 2004.